# St. Peter und Paul (Irlich)
Koordinaten: 50° 26′ 38,9″ N, 7° 26′ 40,4″ O
Die römisch-katholische Pfarrkirche St. Peter und Paul im Neuwieder Stadtteil Irlich in Rheinland-Pfalz wurde von 1831 bis 1835 in Formen des späten Klassizismus errichtet und bringt als weithin sichtbares Wahrzeichen von Irlich durch diesen Stil eine ungewohnte, fast italienische Note in die Rheinlandschaft. Diese Kirche ersetzte die bereits um das Jahr 1200 erwähnte St.-Georgs-Kapelle. Die katholische Kirche gehört zum Dekanat Rhein-Wied im Bistum Trier.

## Geschichte

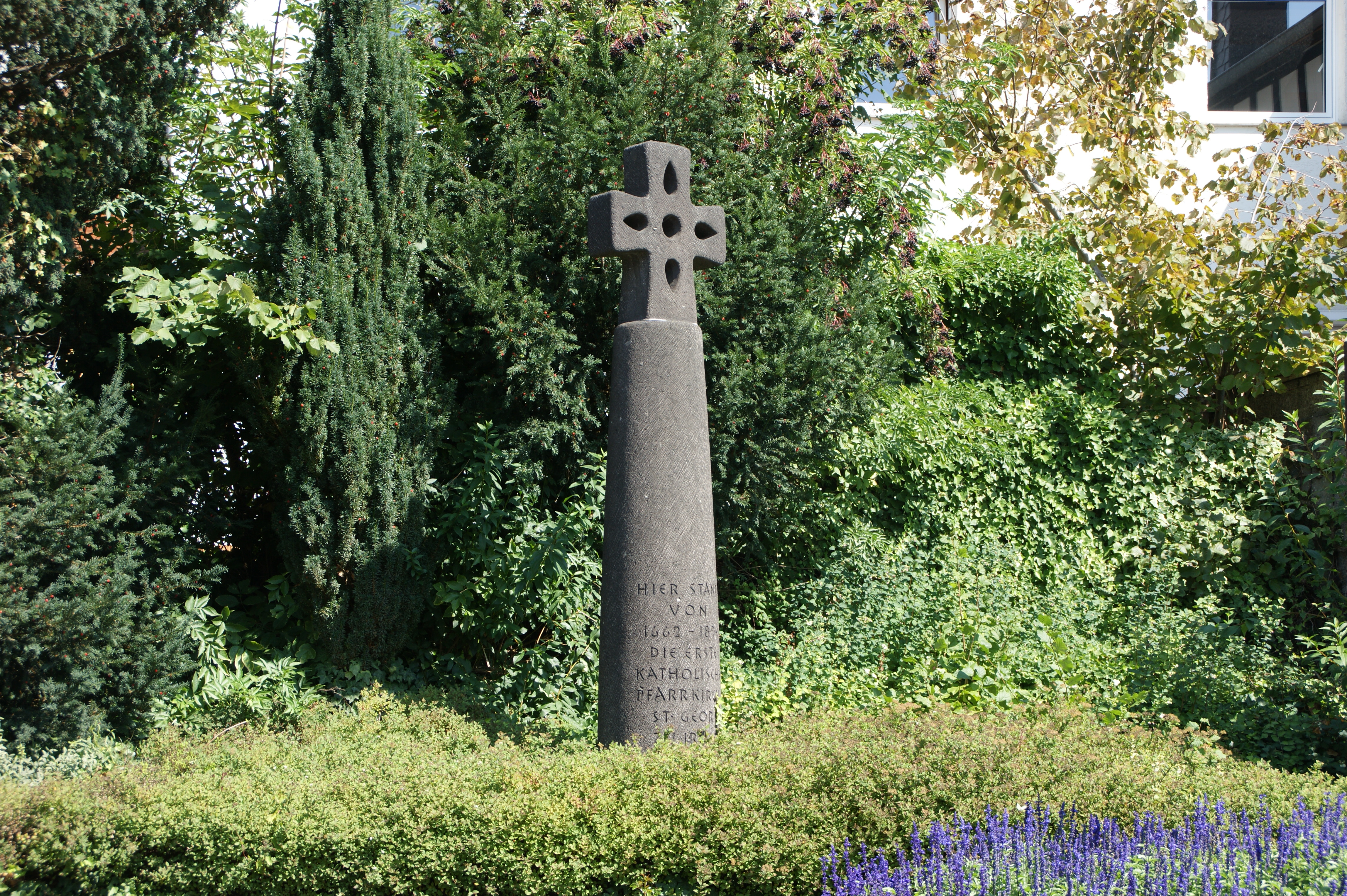
Gedenkkreuz für die Kapelle St. Georg

### St.-Georgs-Kapelle
Das erste Gotteshaus in Irlich geht in die Zeit zurück, in der Irlich zum Besitz des Erzbistums Bamberg (bis 1422) gehörte. Die St.-Georgs-Kapelle wurde vermutlich um das Jahr 1200 gebaut, die erste urkundliche Erwähnung der Kapelle stammt aus dem 14. Jahrhundert. Der Name des Schutzpatrons dieser Kapelle, St. Georg, deutet darauf hin, dass die Kapelle vom Erzbistum Bamberg gestiftet wurde, St. Georg ist einer der beiden Schutzpatrone des Bamberger Doms. Im Jahr 1422 kam Irlich zum Erzbistum Trier. Die Kapelle wurde erst 1662 unter dem Trierer Erzbischof von der Leyen zur Pfarrkirche erhoben. Bis dahin unterstand Irlich der Pfarrei Feldkirchen.

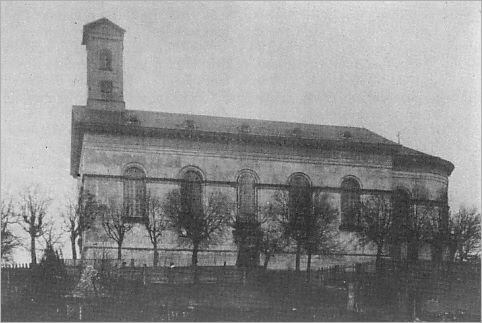
Pfarrkirche Sankt Peter und Paul vor dem Bau des Turmes

Die Pfarrgemeinde bat im Jahre 1775 die Grafen von Wied-Neuwied und Wied-Runkel als Hauptzehntherren ein neues Gotteshaus zu errichten. Die Kapelle, die sich nun zwar Kirche nannte und auch mehrfach erneuert und erweitert wurde, war baufällig und zu klein für die inzwischen 670 Gläubigen geworden. Die Grafen sahen sich nicht zuständig, weil Irlich Kurtrierischer Besitz war. Kurtrier wiederum war der Ansicht, dass die Zehntherren zum Bau und zur Reparatur des Schiffes der Pfarrkirchen in der erzbischöflichen Diözese gehalten seien. Im Jahr 1790 klagte die Gemeinde Irlich beim erzbischöflichen geistlichen Gericht in Ehrenbreitstein wegen des Neubaus und der Zuständigkeit für die Übernahme der Baukosten. Der Rechtsstreit wurde erst 1832 beigelegt, nachdem das Rheinland preußisch geworden war. Den Fürsten wurde auferlegt, die Hauptkosten des Neubaus zu tragen, dem Fürsten zu Wied-Neuwied wurde die Standesherrschaft über das Fürstentum Wied, unter Einbeziehung Irlichs, zugesprochen.
Die seit 1836 leer stehende St.-Georgs-Kirche wurde 1894 abgebrochen.
Die Grafen von Wied-Neuwied, und damit auch die Einwohner der Grafschaft, gehörten seit über 200 Jahren dem evangelischen Glauben an. Irlich als Kurtrierischer Besitz und in einer von der Grafschaft umschlossenen Enklave liegend, war in der Zeit der Reformation katholisch geblieben. Die Residenz des Grafen lag keine halbe Wegstunde von Irlich entfernt. Im Jahr 1784 wurden die Grafen von Wied zum Fürsten erhoben.

### Pfarrkirche St. Peter und Paul

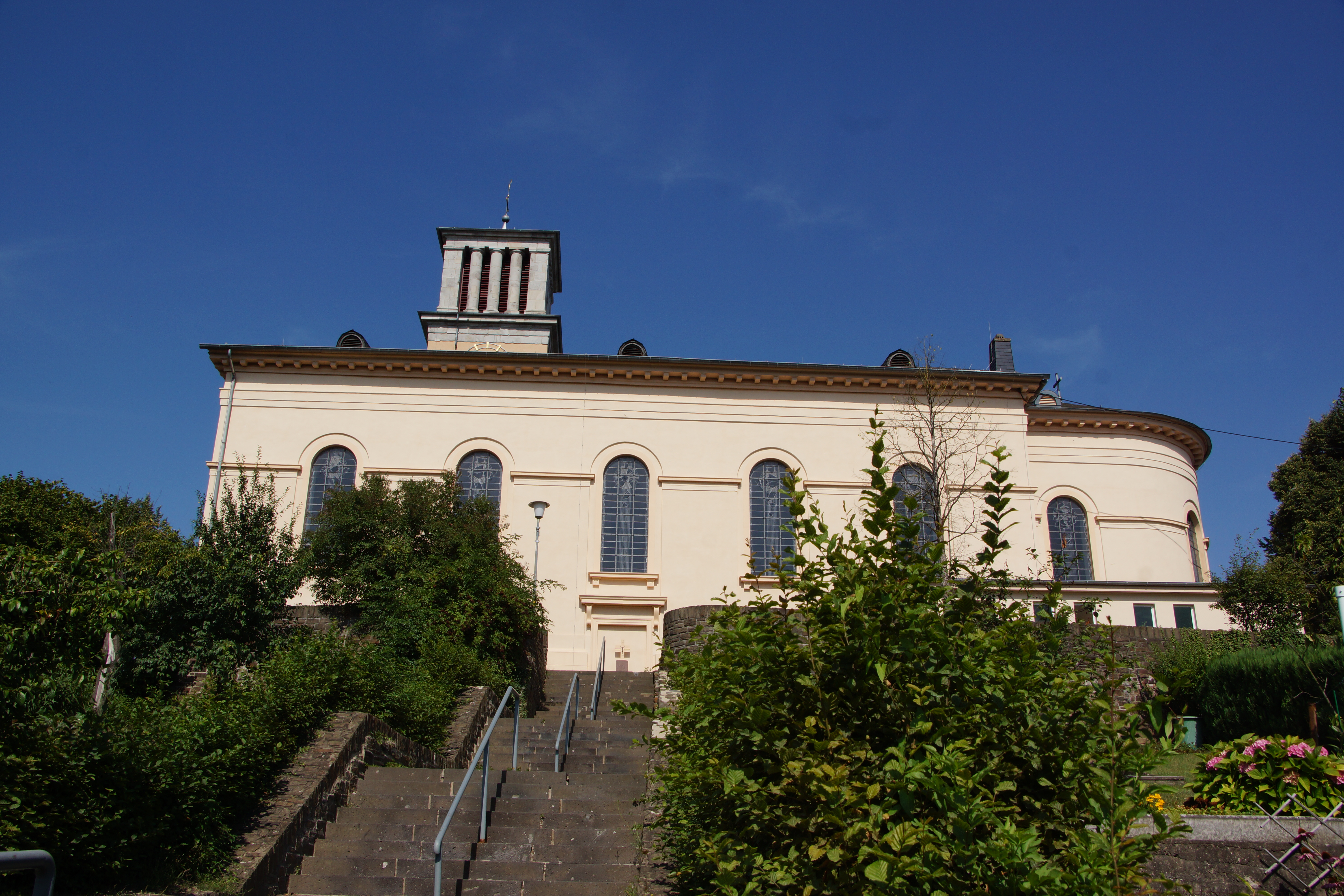
Pfarrkirche St. Peter und Paul

Die Planung und der Bau der neuen Kirche wurde durch den fürstlich wiedischen Bauinspektor Johann Heinrich Hartmann in überzeugend klaren Formen des späten Klassizismus durchgeführt. Der Grundstein wurde 1833 gelegt, bis 1835 war der Rohbau fertig, 1836 wurde die Kirche eingesegnet. Oberhalb der Orgelbühne wurde ein Dachreiter aufgesetzt, da das Geld für einen Turm fehlte Am 3. Oktober 1843 vom Trierer Bischof Wilhelm Arnoldi geweiht. Schutzpatrone der neuen Kirche sind die Apostel Petrus und Paulus.
Der Glockenturm wurde dann 1914/15 erbaut. Während des Turmbaus wurde der Dachreiter vom Blitz getroffen.
Im Zweiten Weltkrieg wurde die Kirche 1944 und 1945 durch Bombenangriffe schwer getroffen, das Dach war vollständig zerstört, das Mauerwerk des Schiffs und des Turms beschädigt. Erste Reparaturen erfolgten 1949, die Beseitigung der Kriegsschäden wurde 1966 abgeschlossen. In den Jahren 2003 bis 2006 wurden die Kirche und der Turm umfassend renoviert und restauriert.
Am 24. August 2008 feierte der emeritierte Erzbischof von Cuzco und Konzilsvater aller Sitzungsperioden des Zweiten Vatikanischen Konzils Alcides Mendoza Castro sein 50-jähriges Bischofsjubiläum in der Pfarrkirche St. Peter und Paul, da den Erzbischof eine langjährige Freundschaft mit der damaligen Pfarreiengemeinschaft Irlich – Feldkirchen und deren Pfarrer Stephan Augst verband.
Am 21. Oktober 2012 wurde das 350-jährige Bestehen der Pfarrei St. Peter und Paul in Irlich, die 1662 vom Trierer Erzbischof und Kurfürst Karl Kaspar von der Leyen errichtet wurde, in einem Pontifikalamt mit Bischof Stephan Ackermann gefeiert.

## Bau und Ausstattung

### Baubeschreibung

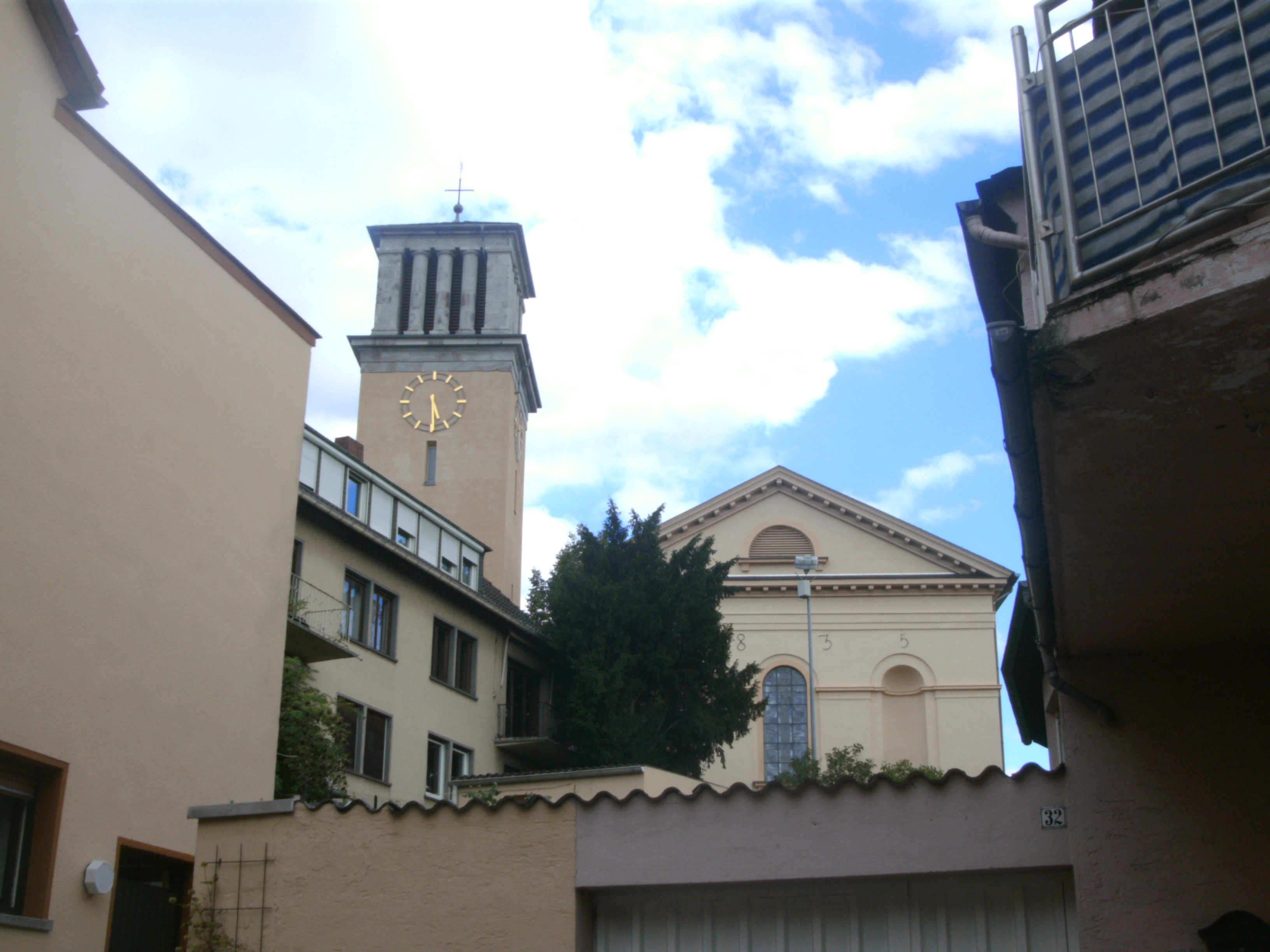
Pfarrkirche St. Peter und Paul

Der weiträumige langgestreckte Saalbau mit Chor über gestelztem Halbkreis wurde in überzeugend klaren Formen des Klassizismus errichtet. An der Stirnseite eine verhältnismäßig kleine Tür mit rechteckiger Steinumrahmung, darüber ein hohes Fenster mit halbrundem Abschluss, an den Seiten zwei gleich großen Nischen. Den Abschluss bildet ein flacher Dreiecksgiebel. Die Chorseite wird betont durch das Haupt- und Gurtgesims, das Halbrund der Fensterbogen und das Halbkegeldach. Das Ganze wird überragt von dem Giebeldreieck des Langhausdachs. Die Langseiten sind einfach gehalten und mit hohen Fenstern versehen. Der neben der Kirche stehende Glockenturm zeigt im Glockengeschoss je drei dorische Säulen zwischen Eckpfeilern.
Das Innere der Kirche ist einfach gehalten und wird durch das Haupt- und Gurtgesims geprägt, unter der Flachdecke ein Kranzgesims. Die Orgelempore steht auf einer Doppelreihe dorischer Säulen.

### Ausstattung

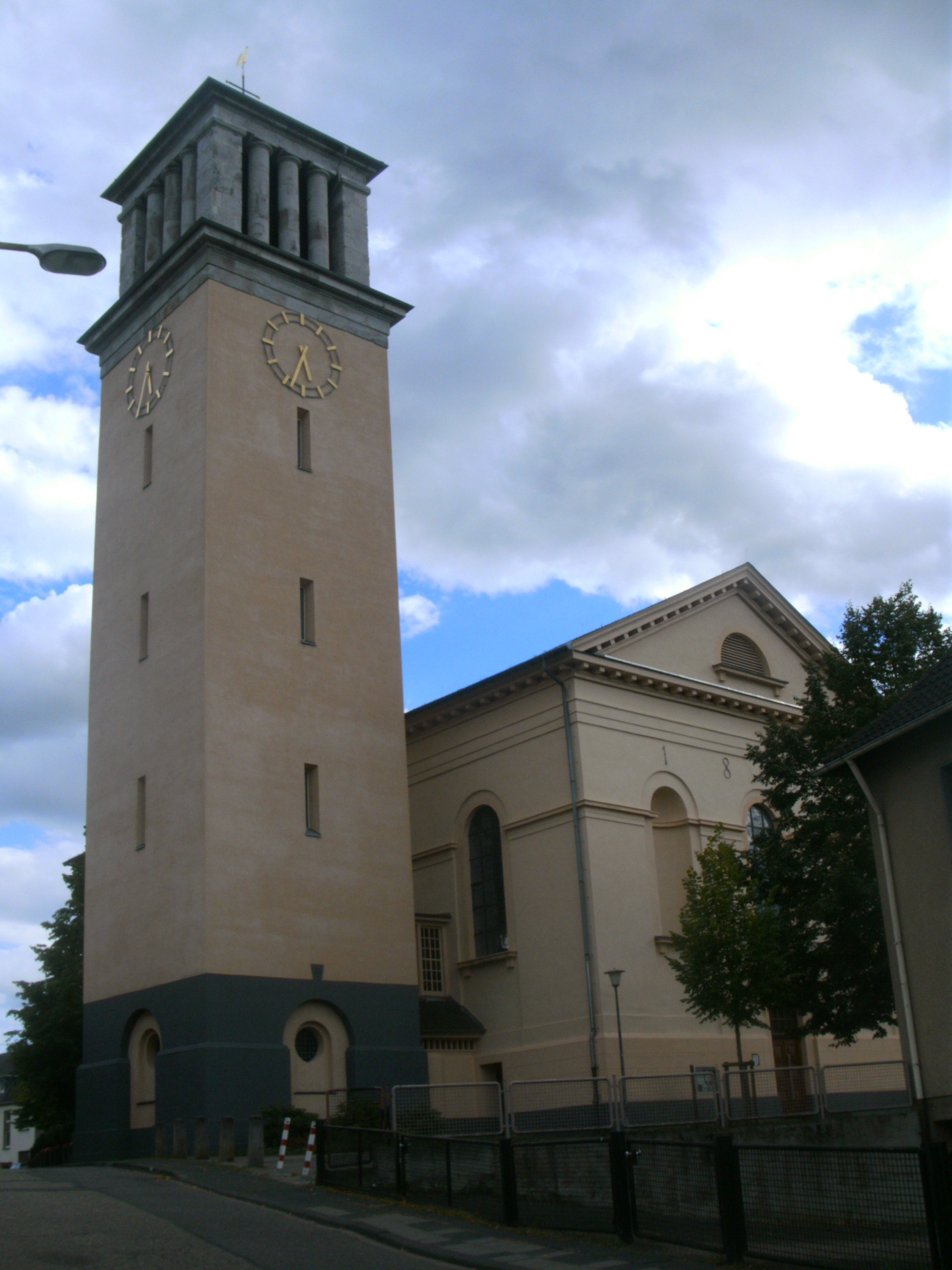
Pfarrkirche St. Peter und Paul; Frontansicht

Die Ausstattung des Innenraumes war bei den bescheidenen Mitteln der Kirchengemeinde entsprechend kostensparend. Man beschränkte sich darauf, die einzelnen Stücke aus den Beständen solcher Kirchen anzukaufen, die
durch die Säkularisation aufgehoben worden waren. Dafür wurde vom Bauherr auf die Schönheit der Linien, Klarheit und Abgewogenheit der Verhältnisse und Echtheit des Materials gesetzt. Ein Beispiel dafür ist die gewaltige flache Decke, die sich ohne Unterbrechung über Langhaus und Chor hinzieht. Die Altäre, die Kanzel, die Kommunionbank und vier Bildwerke an den Langwänden stammen aus dem ehemaligen Minoritenkloster in Ratingen. Der Hochaltar ist aus der Zeit von 1680 bis 1700, die Seitenaltäre sind Arbeiten aus dem 18. Jahrhundert. Kanzel und Kommunionbank, die im Stil zueinander passen, sind in der gleichen Zeit geschaffen worden wie der Hochaltar. Nur die Bänke im Hauptschiff und das Kruzifix über dem Hochaltar sind in der Bauzeit der Kirche geschaffen worden.
Die erste Orgel stammt aus dem Jahre 1840 und wurde von dem Neuwieder Orgelbaumeister Weil gebaut, sie wurde 1944 bei einem Bombenangriff zerstört. Die heutige Orgel wurde 1953 durch die Firma Gerhard & Söhne, Boppard, errichtet. Um dem Schaden zu begegnen, der zu Zeit des Dachreiters beim Läuten der Glocken durch Erschütterungen des Dachstuhl zu befürchten war, war ein starker Unterbau erforderlich. Diesen schuf der Baumeister dadurch, dass er die Orgelbühne auf vier Paar wuchtiger, kannelierter dorischer Säulen aus Trierer Sandstein legte.
Erwähnenswert ist die Heiligenfigur der Anna selbdritt, eine mittelrheinische Arbeit aus dem Anfang des 16. Jahrhunderts.